# Karl Raddatz (Politiker)
Karl Raddatz (* 7. November 1904 in Magdeburg; † 12. Februar 1970 in Berlin) war ein deutscher KPD-Funktionär und Generalsekretär der VVN.

## Leben
Raddatz entstammte einer Arbeiterfamilie. Sein Vater war Funktionär der SPD. Nach dem Besuch der Bürgerschule absolvierte er eine Ausbildung zum Schriftsetzer. 1919 wurde er Mitglied des „Bildungsvereins junger Arbeiter und Arbeiterinnen“ bzw. der Sozialistischen Proletarierjugend; 1920 dann im Verband der Deutschen Buchdrucker und 1921 in der USPD, später wurde er Mitglied der SPD, erhielt dort aber ein Funktionsverbot für ein Jahr, weswegen er 1926 aus der SPD austrat. 1924 wird er wegen Teilnahme an einer Demonstration zu einer zweiwöchigen Gefängnisstrafe verurteilt. 1925/26 begab er sich auf Wanderschaft durch Österreich und Italien.
1927 wurde er Mitglied der KPD und der Roten Hilfe. Wegen seiner Mitgliedschaft in der RGO wird er 1928 aus dem Verband der Buchdrucker ausgeschlossen. In der KPD wurde er besonders aktiv in deren „militärpolitischem Abwehrapparat“; von 1931 bis 1933 übernahm er die Leitung einer illegalen Druckerei der KPD.
Als die KPD nach der Machtübertragung an Hitler 1933 in den Untergrund gehen musste, wurde er der Politische Leiter der Bezirksleitung Magdeburg und ab August 1933 dann der Organisationsleiter der Bezirksleitung Thüringen. Am 15. November 1933 wurde er verhaftet und im Juli 1934 gemeinsam mit Hermann Danz wegen „Hochverrats“ zu drei Jahren Zuchthaus verurteilt. Nach der Haft im Zuchthaus Luckau, aus dem er im Dezember 1936 entlassen wurde, stand er unter Polizeiaufsicht und war von 1937 bis 1940 in einer Druckerei beschäftigt. Eng verbunden war er mit Eva Lippold, um deren Haftbedingungen er sich in dieser Zeit durch Korrespondenz mit den Zuchthausleitungen in Jauer und Waldheim kümmerte.
1938 nahm er trotz der Polizeiaufsicht seine illegale Tätigkeit wieder auf, wurde im Juli 1941 erneut verhaftet und im Konzentrationslager Sachsenhausen inhaftiert. Dort lernte er Karl Schirdewan kennen, mit dem er im kommunistischen Lagerwiderstand organisiert war. Im April 1945 konnte er während des Todesmarsches der Sachsenhausen-Häftlinge flüchten und zur Roten Armee überlaufen. Nach der Wiederzulassung der Parteien durch die alliierten Besatzungsbehörden wurde er zum Leiter der KPD-Organisation in Berlin-Hermsdorf gewählt.
Am 12. Juni 1945 wurde er zum Leiter des Hauptausschusses „Opfer des Faschismus“ (OdF) beim Berliner Magistrat ernannt. Im März 1946 mit Beginn des Kalten Krieges wurde er von den westalliierten Stadtkommandanten aus dieser amtlichen Funktion entlassen.
Durch die Zwangsvereinigung von SPD und KPD in der Sowjetischen Besatzungszone (SBZ) wurde er 1946 Mitglied der SED. Raddatz setzte auch nach seiner Amtsentlassung seine Tätigkeit für die OdF-Ausschüsse fort und beteiligte sich am 23. Februar 1947 an der Gründung der Vereinigung der Verfolgten des Naziregimes (VVN). Von Februar 1947 bis zum Frühjahr 1949 übernahm er das Amt des Generalsekretärs der VVN in der SBZ und war zusammen mit Hans Schwarz Geschäftsführer des Interzonensekretariats der VVN. Er setzte sich mit diesen Funktionen ein für die Bildung einer überparteilichen und überkonfessionellen Organisation aller Gruppen des antifaschistischen Widerstands. Im Februar 1948 wurde er in den engeren Zentralvorstand der VVN gewählt. Allerdings erhielt er im April 1949 eine strenge Rüge der Partei wegen seiner Tätigkeit als Generalsekretär und wegen seiner politischen Positionen zur organisatorischen Tätigkeit für alle Antifaschisten. Raddatz wurde daraufhin von der VVN entlassen.
Raddatz wurde 1948 in den 1. Volksrat der SBZ als Vertreter der VVN gewählt. Ab dem 1. Juni 1949 arbeitete er in der Abteilung Parteibetriebe beim Parteivorstand der SED; von August 1949 bis 1953 war er Redakteur der Parteizeitschrift Dokumentation der Zeit; von 1953 bis 1960 wurde er beim Ausschuß für deutsche Einheit eingesetzt. 1952, 1953 und 1954 wurden wiederholt Parteiordnungsverfahren gegen ihn eingeleitet. Am 13. April 1960 erfolgte auf Beschluss der Zentralen Parteikontrollkommission der SED (ZPKK) die Löschung aller seiner Parteistrafen.
Am 22. Juni 1960 wurde er mit absurden Anschuldigungen inhaftiert. Während der Untersuchungshaft erfolgte im Oktober 1961 sein Ausschluss aus der SED. Am 10. Mai 1962 wurde er gemeinsam mit Heinz Brandt und Wilhelm Fickenscher vom Obersten Gericht der DDR wegen „schwerer Spionage“ für das Ostbüro der SPD und „Verletzung des Amtsgeheimnisses im besonders schweren Fall“ zu siebeneinhalb Jahren Zuchthaus verurteilt, allerdings bereits am 18. Dezember 1964 nach einer internationalen Kampagne zur Freilassung Brandts durch IG Metall, Linkssozialisten, Amnesty International und Bertrand Russell ebenfalls amnestiert. Die Anerkennung seiner VdN-Rente wurde ihm jedoch bis zu seinem Tode verwehrt.
Ab dem 15. Februar 1965 bis zu seinem Tod war er als Archivar in der Staatsbibliothek zu Berlin tätig.
Am 5. April 1994 erfolgte seine juristische Rehabilitierung durch das Landgericht Berlin, nachdem ihn bereits am 3. Oktober 1992 die aus der SED hervorgegangene Partei PDS rehabilitiert und postum wieder in ihre Reihen aufgenommen hatte.

## Auszeichnungen
- 1956 Vaterländischer Verdienstorden der DDR in Silber;
- 1958 Medaille für Kämpfer gegen den Faschismus 1933 bis 1945;
- 1959 Ernst-Moritz-Arndt-Medaille

## Schriften
- Gedenkschrift zur Gedächtnis-Kundgebung für die Opfer des antifaschistischen Kampfes in Berlin-Neukölln am 9. September 1945, Werner-Seelenbinder-Kampfbahn (1945)
- Faschismus und Krieg. (1952)
- Der Herrenspiegel (1954)
- Urlaub auf Sylt (1958)
- Unternehmen Teutonenschwert (1959)